# Aeroportul Morrisville-Stowe State
Aeroportul Morrisville-Stowe State (IATA: MVL, ICAO: KMVL, FAA LID: MVL) este un aeroport din Morrisville⁠(d), Morristown⁠(d), Comitatul Lamoille, Vermont, Vermont, Statele Unite ale Americii ce deservește zona Morrisville⁠(d). Aeroportul a fost tranzitat în 2019 de 238 de pasageri. A fost numit după zona deservită.
Situat la o altitudine de 223 m, aeroportul dispune de 1 pistă.

## Infrastructură

### Piste
Aeroportul dispune de o singură pistă. Pista 1/19 are suprafața de asfalt și dimensiunile 3.700 picioare × 75 picioare. 